# Archicémbalo

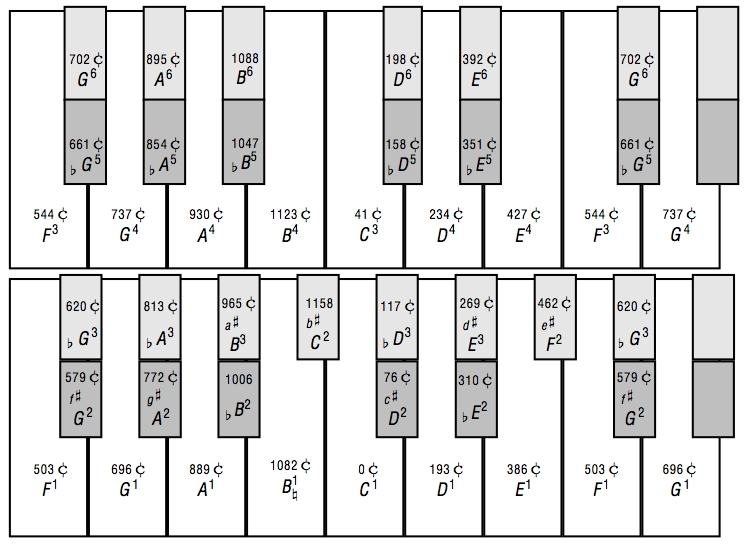
Diagrama del teclado del archicémbalo.

El archicémbalo es un instrumento musical de cuerda pulsada de la familia del clave. 

## Descripción
Estaba formado por seis teclados que dividían la octava en 31 grados, y de acuerdo con la teoría musical griega, poseía los géneros diatónico, cromático y enarmónico. Para su ejecución, el intérprete debía permanecer en pie para poder llegar bien a todos los teclados.

## Historia
El archicémbalo fue inventado por Nicola Vicentino, maestro de capilla de la corte de Ferrara, quien describió su invento en su obra L'antica musica ridotta alla moderna prattica (1555). Pietro Cerone señaló lo siguiente 

El archicémbalo es un instrumento que por primera vez espanta a cualquiera [sic] eminente organista, por una tan grande cantidad de cuerdas y también tan grande número de semitonos; y se pierde de tal manera que queda abobado y no sabe que hazer [sic]. Pero nunca se sintió tan acabada Harmonía [sic], sino cuando el señor Luzzasco Luzzaschi lo tanía con toda excelencia; concertando en algunas composiciones hechas a tal fin.

. 
Este gran clavecín atrajo años después la atención de Giovanni Battista Doni, inventor de la lira barberina. Doni, que redactó su valioso Compendio dell trattato dei generi e dei modi della musica, simplificó el invento de Vicentino, reduciéndolo a tres teclados.
Casi contemporánemente a Doni, otro teórico, Fabio Colonna, ideó un archicémbalo capaz de dividir la octava en 17 partes, al que llamó pentekontachordon (que literalmente significa «cincuenta cuerdas» en griego).
Sin embargo, Vicentino también tuvo sus detractores, siendo el más destacado el teórico portugués Vicente Lusitano; éste, mientras se hallaba en la capilla vaticana de Roma en 1551, mantuvo una fuerte controversia con el inventor de los seis teclados, al que juzgaba de artificioso. Lusitano estimaba una reglas más simples y sobre todo más prácticas. Dos años después dio a conocer la Introduttione facilissima e novissima di canto fermo, contrapunto semplice e in concreto con regole per fare fughe. Athanasius Kircher, de espíritu cientifista, dedicó un capítulo de su tratado De abaco phanharmonico Nicolai Vicentini (1650) a dicho instrumento.